# دبيان بن عساف
دبيان بن عساف الصمله السبيعي هو شاعر نبطي، سعودي، ولد في عام 1318هـ في نجد ونشأ وترعرع فيها، يعد من أشهر شعراء نجد النبطيين في العصر الحديث، ومن أشهر شعراء قبيلة سبيع حيث لقب بشاعر شعراء سبيع الغلبا. توفي دبيان بن عساف سنة 1404هـ.

## اسمه وحياته
هو دبيان بن عساف من عائلة العساف من الصمله من الخضران من بني عمر من قبيلة سبيع، أمضى حياته في التنقل في نجد وحفر الباطن، والكويت، والعراق. كما شارك في حرب الوديعة بين المملكة العربية السعودية وجمهورية اليمن الديمقراطية الشعبية بعد أن هاجمت القوات اليمنية الجنوبية مركز الوديعة السعودي في الربع الخالي في 27 نوفمبر 1969 تحت قيادة الملك فيصل بن عبد العزيز آل سعود.

## جمع أشعاره
بعد مضي أكثر من خمسة وعشرين عاماً لا يزال شعر ابن عساف متفرقاً بين المؤلفات و أذهان الرواة، وبصرف النظر عن الأسباب التي أسهمت في إعاقة جمع أشعار دبيان بن عساف نجد بأن عدم صدور ديوان يلم شتات قصائد الشاعر تسبب في الوقوع في الكثير من الأخطاء، التي منها ما يتعلق بقصائد الشاعر نفسها، ومنها ما يتعلق باسمه أو سنة ولادته أو وفاته، ولو بدأنا باسم الشاعر لوجدنا بأن الكثير من المؤلفين قد نقلوا عن الشيخ عبد الله بن محمد بن خميس الذي وقع فيه حينما ذكر بأن اسم الشاعر هو: «دبيان بن عساف أبو ثنين» مع أن الصحيح هو ما أورده راشد بن جعيثن في مقال كتبه بعد وفاة الشاعر بأسبوعين تقريباً، وأشار فيه إلى أن دبيان بن عساف من الصملة من سبيع، فالشاعر من عائلة العساف من الصمله، كذلك نقلت الكثير من المصادر عن ابن خميس في مؤلفه السالف الذكر وغيره بأن سنة وفاة الشاعر هي 1405ه، مع أن الصحيح هو ما ذكرته في بداية هذا المقال وهو أن سنة وفاته هي 1404هـ. ومن الطريف أن أشير إلى أن الدكتور سعد الصويان قد وقع في خطأ يمكن أن نسميه (خطأ مركباً) فيما يتعلق باسم الشاعر، أو يمكن أن نقول بأنه قد نقل لنا هذا الخطأ من المراجع التي استقى منها، فقد ذكر في فهرسته أن اسم الشاعر هو: دبيان بن عساف أبو ثنين السبيعي (من الصمله من بني عمر)، والصحيح هو ما أشرت إليه قبل قليل، إذ لا يمكن أن يكون الشاعر من الصمله ومن عائلة آل أبوثنين في آن واحد!.
وإذا انتقلنا لقصائد الشاعر لوجدنا بأن عدد القصائد التي يتم تداولها في المؤلفات أو في الصحافة لا تكاد تجاوز عدد أصابع اليدين إلا قليلاً، مع أن دبيان بن عساف من الشعراء الذين عرفوا بغزارة إنتاجهم الشعري، وقد رصد (أو أحصى) له الدكتور سعد الصويان عدد 13 قصيدة تم نشرها في المؤلفات التي تهتم بالشعر الشعبي، وإحدى تلك القصائد أو المقطوعات التي أوردها ليست له، وهي التي يقول مطلعها:
| دبيان بن عساف | يوم عديت أنا الرجم متعجليشافت العين زولٍ معنيهـا | دبيان بن عساف |

فهذه المقطوعة نسبها ابن خميس للشاعر في (من القائل) و(الشوارد)، ونقلت عنه العديد من المصادر نسبتها لابن عساف، ولعل أبرزها (ديوان السامري والهجيني) للأستاذ محمد الحمدان الذي نسبها للشاعر ولغيره أيضاً، وكذلك فقد نسب الحمدان في (السامري والهجيني) للشاعر مقطوعتين صغيرتين ليستا له، دون أن يشير إلى مرجعه، ويقول مطلع إحداهما:
| دبيان بن عساف | يا بنت يا أم العيون السودخوفي من الله وحبيني..! | دبيان بن عساف |

## أشهر قصائده

### في المدح
قال الشاعر دبيان بن عساف الكثير من القصائد في غرض المدح ومنها قصيدته التي ألقاها في الأمير محمد بن عبد العزيز. انظر القصاصة الورقية في اليمين. ويقول في مطلعها:

مقال قديم يتحدث عن الأمير محمد بن عبد العزيز، وتظهر قصيدة الشاعر فيه.

| دبيان بن عساف | حرٍ شهـر عقب الحمـق بصطفـاقهعـسـى دلـيــل هـداه يمـلـك سبوقهوالله لا يـطـلـع بـذيـك الـحـمــاقــهيا بِـعـد والله مـوقــعـه عن خفوقـه | دبيان بن عساف |

وأيضاً قصيدته الشهيرة في جيرانه عندما حان وقت الرحيل عنهم:
| دبيان بن عساف | يا بـداح بـردود الـثـنـاء لا تـوانــالينك تجي عودٍ على عود مركــاعالله يــذكــر بـالـجـمـيـل اقصـرانـاهل الجميل اللي يعرفون الاسـناعهل الجميل اللي مشوا في رضانـامني لهم بيضـاً علـى كـل مطـلاع | دبيان بن عساف |

### في الغزل
الغزل من أكثر ما تطرق له الشاعر في شعره، وله الكثير من القصائد الغزلية الجميلة، ومنها:
| دبيان بن عساف | يـا عـشـيري ترى لولا العيون النظايركان جيتك على الوجنا الوحيدة وحدهاوالله إنـي على الهزعة غليل الضمايرلو ذلـولـي مـن المـطراش وانٍ جهدهامشتـهٍ جيّـتك لـو كـان بـيـعي خـسـايرمـن يـحـسـب فايت الدنيا يبذّه عددهـا | دبيان بن عساف |

| دبيان بن عساف | لا تصـوبـنـي علـى ذاك الصوابـييـا جـسيـم الروح يا عيـن الربيبـيأمك الـلـي مـذهـبـتنـي فـي شبابـيوأنتي اللي منك خـطـر في مشيبي | دبيان بن عساف |

| دبيان بن عساف | أحسب إني على صاحبي صباروأثـــر قـلـبـي دمـارٍ تـعـمــــارهصـاحـبـي راح مع ناقلين الكـارمـع فـريـق عـلـي أبـعــدوا دارهمـع فـريـق الجمـاليـن يا نصـارمـا تـجـيـني من العذب بأخباره | دبيان بن عساف |

| دبيان بن عساف | يـا مسـاييـر لا جيـتـو سمـيّـة هـذيكسـلمـو لـي علـيـهـا حشـمـةٍ لاسـمـهايا هنوف العذارى مقدر أكذب عليكعـشـقتـي عمـةٍ لـك قـد فنـى جسمها | دبيان بن عساف |

### في الحكمة
وهذه بعض أبيات الحكمة التي قالها الشاعر :
| دبيان بن عساف | مـن قـضـب لحيـتك عـدّا علـى الشـارب *** كـود تـفـتـكّهـا غـصــــبٍ بـــلا طـيـبـي | دبيان بن عساف |

| دبيان بن عساف | الصـدق يـنـجـي فـي عـظـيـم المواقيـف *** والكـذب يـهـفـا بـه جـســـور اللـسـانـي | دبيان بن عساف |

| دبيان بن عساف | من طال عمره يرضي الله مع الطيب *** أفــلــح فــلاح وتـالـي العـمـر قـاضـي مـا ينـذبـح بـالـدم دم الأصـاحــيــب *** أو دمٍ بدمّـه حـشـا مـا يـقـاضـي | دبيان بن عساف |

| دبيان بن عساف | في محل العبيد امع العمام *** ويش فرق العمام من العبيد خابرينٍ فعايلهم تمام *** مير فعل العمام أجزل بعيد مثل فرق الحرار من الحمام *** ومثل فرق الحديث من القصيد ومثل فرق الجبال من الرضام *** ومثل فرق الجنيه من الحديد ومثل فرق الجمال من النعام *** ومن جزع من طريق الحد زيد يقصر الهرج في كور الكمام *** مانعٍ من قوانيصٍ تصيد | دبيان بن عساف |